# Stenhelia elisabethae
Stenhelia elisabethae är en kräftdjursart som beskrevs av Por 1960. Stenhelia elisabethae ingår i släktet Stenhelia och familjen Diosaccidae. Inga underarter finns listade i Catalogue of Life.